# شلیمان ۳۳۰۲
سیارک ۳۳۰۲ (به انگلیسی: 3302 Schliemann، نامگذاری:1977RS6) سه هزار و سیصد و دومین سیارک کشف شده‌است که در ۱۱ سپتامبر ۱۹۷۷ کشف شد.
قدر مطلق سیارک برابر ۱۲٫۸۰ است.